# Dracaena hokouensis
Dracaena hokouensis là một loài thực vật có hoa trong họ Măng tây. Loài này được G.Z.Ye mô tả khoa học đầu tiên năm 1992.